# 1982 في المملكة المتحدة
فيما يلي قوائم الأحداث التي وقعت خلال عام 1982 في المملكة المتحدة.

## سياسة

### تعيين في المنصب
- 6 أبريل – فرانسيس بيم، البارون بيم وزير الدولة للشؤون الخارجية وشؤون الكومنولث [الإنجليزية]‏.
- 24 نوفمبر – جون سميث وزير ظل الدولة لشؤون الطاقة وتغير المناخ [الإنجليزية]‏.

### انتهاء فترة المنصب
- 5 أبريل – فرانسيس بيم، البارون بيم زعيم مجلس العموم [الإنجليزية]‏.
- 24 نوفمبر – جون سميث وزير الدولة للأعمال والتجارة [الإنجليزية]‏.

## رياضة
- 1 يناير – بطولة العالم لسباق الدراجات على الطريق 1982
- 1 يناير – بطولة ويمبلدون 1982
- 18 يوليو – جائزة بريطانيا الكبرى 1982 الفائز نيكي لاودا.

## ظهور
- 1 يناير – مركز باربيكان

## أفلام
من الأفلام التي صدرت هذه السنة في المملكة المتحدة:
- 1 يناير – شر تحت أشعة الشمس من إخراج غاي هاملتن.
- 1 يناير – فيكتور فيكتوريا من إخراج بليك إدواردز.
- 30 مارس – عربات النار من إخراج هيو هدسون.
- 10 ديسمبر – غاندي من إخراج ريتشارد أتينبورو.
- 17 ديسمبر – كريستال الظلام من إخراج جيم هانسون، فرانك أوز.

## برامج ومسلسلات وأنمي
- السنافر

## كتب
من الكتب التي صدرت هذه السنة في المملكة المتحدة:
- 1 يناير – النمط الظاهري الموسع من تأليف ريتشارد دوكينز.

## مواليد

### يناير
- 1 يناير – حمزة روبرتسون مغني من المملكة المتحدة.
- 3 يناير – بيتر كلارك لاعب كرة قدم من المملكة المتحدة.
- 6 يناير – إيدي ريدماين ممثل إنجليزي، ومغني وعارض.
- 9 يناير – كاثرين دوقة كامبريدج
- 12 يناير – دين وايتهيد لاعب كرة قدم إنجليزي.
- 13 يناير – روث ويلسون
- 13 يناير – مايسون ريان لاعب كرة قدم إنجليزي.

### فبراير
- 6 فبراير – أليس إيف
- 11 فبراير – ناتالي دورمر
- 14 فبراير – جون هالز لاعب كرة قدم إنجليزي.
- 16 فبراير – ريكي لامبرت لاعب كرة قدم إنجليزي.
- 19 فبراير – آدم ميلر لاعب كرة قدم من المملكة المتحدة.
- 25 فبراير – كريس بايرد لاعب كرة قدم أيرلندي شمالي.

### مارس
- 3 مارس – جوردن ستيوارت لاعب كرة قدم من المملكة المتحدة.
- 6 مارس – ستيفن جوردان لاعب كرة قدم إنجليزي.
- 18 مارس – إيمون أوكين ملاكم أيرلندي.
- 24 مارس – ديفيد موليغان لاعب كرة قدم نيوزلندي.
- 26 مارس – جو اندرسون ممثل بريطاني.
- 30 مارس – مارك هدسون لاعب كرة قدم بريطاني.

### أبريل
- 5 أبريل – هايلي أتويل
- 12 أبريل – غاري كالدويل لاعب ومدرب كرة قدم اسكتلندي.
- 12 أبريل – ليام كيلين
- 13 أبريل – كريغ ماك إيوان
- 13 أبريل – نيلي ماكاي موسيقية أمريكية.
- 14 أبريل – فيكي بار منافِسة أوليمبية من المملكة المتحدة.
- 30 أبريل – ريان كلارك لاعب كرة قدم إنجليزي.

### مايو
- 1 مايو – جيمي دورنان
- 2 مايو – تيموثي بنيامين عداء سرعة من المملكة المتحدة.
- 3 مايو – ريبيكا هول
- 7 مايو – جاي بوثرويد لاعب كرة قدم إنجليزي.
- 10 مايو – مارتن ليندسي ملاكم من المملكة المتحدة.
- 14 مايو – بيردى مان
- 14 مايو – ماثيو ماكلين ملاكم من المملكة المتحدة.
- 16 مايو – دان موراي لاعب كرة قدم بريطاني.
- 18 مايو – جاسون براون لاعب كرة قدم إنجليزي.
- 18 مايو – كارين باترسون لاعبة كرة مضرب بريطانية.
- 19 مايو – دارين باركر ملاكم من المملكة المتحدة.
- 24 مايو – بول جوزيف واتسون
- 30 مايو – ميلاني آسليه

### يونيو
- 3 يونيو – جودي ويتاكر
- 5 يونيو – شون هيوز
- 11 يونيو – لي تشايلدز لاعب كرة مضرب بريطاني.
- 15 يونيو – أمار مغنية من المملكة المتحدة.
- 15 يونيو – كاتي تشابمان لاعبة كرة قدم بريطانية.
- 20 يونيو – إكسامبل
- 21 يونيو – ويليام دوق كامبريدج
- 24 يونيو – كيفن نولان لاعب كرة قدم إنجليزي.

### يوليو
- 1 يوليو – كيرا تشابلن
- 9 يوليو – توبي كيبيل ممثل بريطاني.
- 17 يوليو – ناتاشا هاميلتن
- 19 يوليو – ستوارت بارنابي لاعب كرة قدم إنجليزي.

### أغسطس
- 7 أغسطس – شونا ثوربورن
- 8 أغسطس – كريس لايك موسيقي بريطاني.
- 10 أغسطس – شون ميرفي لاعب سنوكر من المملكة المتحدة.
- 16 أغسطس – جوليون ليسكوت لاعب كرة قدم إنجليزي.
- 17 أغسطس – فيل جاغيلكا لاعب كرة قدم إنجليزي.
- 21 أغسطس - آشلي تشين، ممثل وكاتب سيناريو إنجليزي.
- 27 أغسطس – بين وليامز لاعب كرة قدم بريطاني.
- 27 أغسطس – ديوك دومونت
- 28 أغسطس – كيفن مكنوفتون لاعب كرة قدم إنجليزي.

### سبتمبر
- 1 سبتمبر – داني روبنسون لاعب كرة قدم بريطاني.
- 2 سبتمبر – جوي بارتون لاعب كرة قدم إنجليزي.
- 10 سبتمبر – ستيفن ماكمانوس لاعب كرة قدم اسكتلندي.
- 16 سبتمبر – ليون بريتون لاعب كرة قدم إنجليزي.
- 19 سبتمبر – أنتونيا كامبال-هوغس ممثلة بريطانية.
- 21 سبتمبر – عبد الله الشربتلي
- 22 سبتمبر – بيلي بايبر
- 23 سبتمبر – أليكس كوران عارضة من المملكة المتحدة.
- 27 سبتمبر – مارتن موراي ملاكم من المملكة المتحدة.
- 30 سبتمبر – توم هايوارد متسابق دراجات نارية من المملكة المتحدة.

### أكتوبر
- 3 أكتوبر – إيما بولي
- 6 أكتوبر – بول سميث ملاكم من المملكة المتحدة.
- 7 أكتوبر – جيرمين ديفو لاعب كرة قدم إنجليزي.
- 10 أكتوبر – دان ستيفنز ممثل إنجليزي.
- 19 أكتوبر – داني بيو لاعب كرة قدم إنجليزي.
- 26 أكتوبر – كيلب فولان لاعب كرة قدم أيرلندي.
- 26 أكتوبر – نقولا آدامز ملاكمة من المملكة المتحدة.
- 26 أكتوبر – نيك شادويك لاعب كرة قدم إنجليزي.
- 28 أكتوبر – مات سميث ممثل إنجليزي.
- 30 أكتوبر – جون فو

### نوفمبر
- 5 نوفمبر – ماثيو وليامز لاعب كرة قدم ويلزي.
- 12 نوفمبر – ميكيل ليغرتوود لاعب كرة قدم أنتيغوي.
- 25 نوفمبر – نيك جورج
- 26 نوفمبر – كارل هينري لاعب كرة قدم إنجليزي.
- 29 نوفمبر – إيموجن توماس عارضة من المملكة المتحدة.
- 30 نوفمبر – توني بيلو ملاكم من المملكة المتحدة.

### ديسمبر
- 1 ديسمبر – ريز أحمد ممثل ومغني راب بريطاني.
- 7 ديسمبر – جاك هيوستن ممثل بريطاني.
- 8 ديسمبر – هانا وير
- 11 ديسمبر – كريغ فاغان لاعب كرة قدم إنجليزي.
- 14 ديسمبر – ستيف سيدويل لاعب كرة قدم إنجليزي.
- 15 ديسمبر – تشارلي كوكس ممثل إنجليزي.
- 17 ديسمبر – دينامو ساحر مسرحي من المملكة المتحدة.
- 21 ديسمبر – توم باين ممثل بريطاني.
- 25 ديسمبر – روب إدواردز لاعب كرة قدم ويلزي.
- 27 ديسمبر – ريان باريت ملاكم من المملكة المتحدة.
- 31 ديسمبر – كريغ غوردون لاعب كرة قدم اسكتلندي.

## وفيات

### يناير
- 1 يناير – لويس وايت (مواليد 1927) لاعب كرة قدم من المملكة المتحدة.

### فبراير
- 20 فبراير – ديريك جاكسون (مواليد 1906) فيزيائي بريطاني.

### مارس
- 22 مارس – بوب فوستر (مواليد 1911) متسابق دراجات نارية من المملكة المتحدة.

### أبريل
- 15 أبريل – آرثر لوي (مواليد 1915) ممثل إنجليزي.

### يونيو
- 10 يونيو – غافن هاملتون (مواليد 1953) عسكري من المملكة المتحدة.
- 13 يونيو – جورج مورهاوس (مواليد 1901) لاعب كرة قدم أمريكي.
- 22 يونيو – ألان ويب (مواليد 1906)

### يوليو
- 10 يوليو – غويليم جينكنز (مواليد 1932)
- 17 يوليو – بوب يوحنا (مواليد 1899)

### أغسطس
- 5 أغسطس – جون تشارنلي (مواليد 1911) جراح من المملكة المتحدة.
- 15 أغسطس – جوك تايلور (مواليد 1954) متسابق دراجات نارية من المملكة المتحدة.

### أكتوبر
- 8 أكتوبر – فيليب نويل بيكر (مواليد 1889)
- 28 أكتوبر – فيليس كوفيل (مواليد 1895) لاعبة كرة مضرب بريطانية.

### نوفمبر
- 3 نوفمبر – إدوارد هاليت كار (مواليد 1892)
- 12 نوفمبر – دوروثي راوند (مواليد 1908) لاعبة كرة مضرب من المملكة المتحدة.
- 30 نوفمبر – إريك طومسون (مواليد 1929) ممثل إنجليزي.

### ديسمبر
- 29 ديسمبر – جاك بريت (مواليد 1917) متسابق دراجات نارية من المملكة المتحدة.